# Rynek Czerkizowski

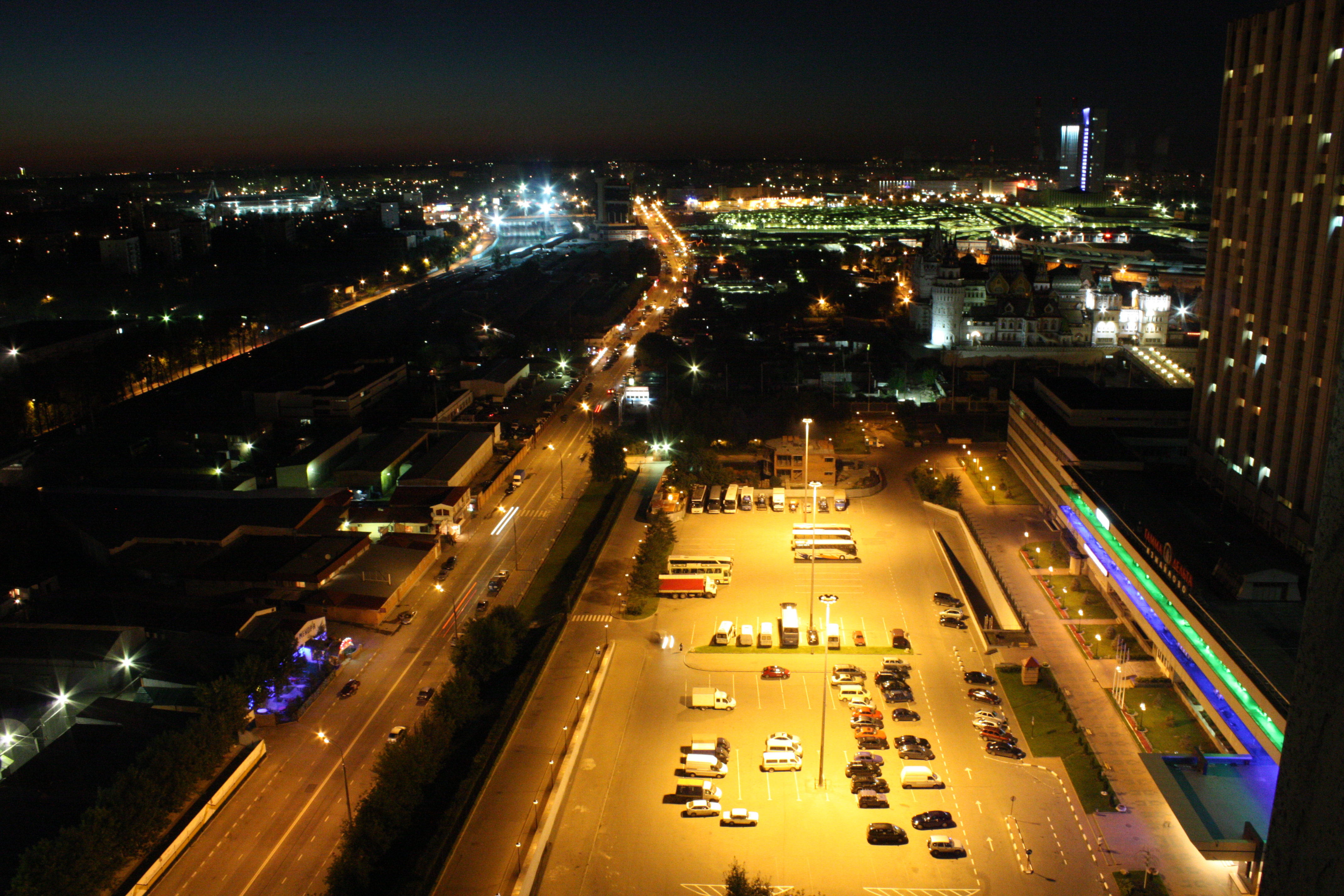
Widok na rynek nocą

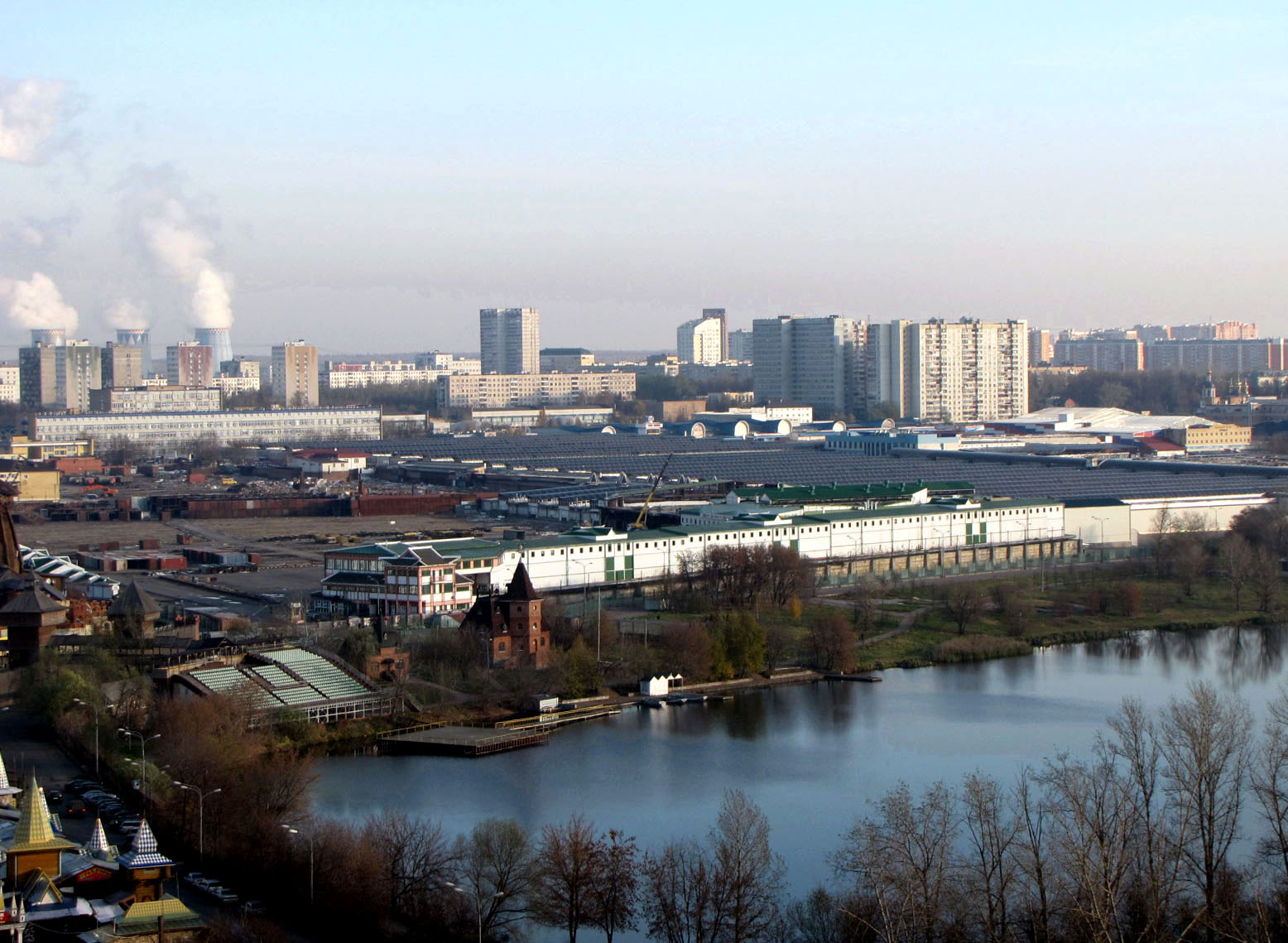

Rynek Czerkizowski (ros: Черкизовский рынок) – znany również jako Czerkizon (ros. Черкизон) był największym w Europie rynkiem. Położony był w Izmajłowie, w Moskwie, w Rosja, w pobliżu Stadionu Lokomotiwu i stacji metra Czerkizowskaja. Był własnością AST Group Telmana Ismailova. W czasie rozkwitu rynek zatrudniał około 100 000 pracowników, głównie azjatyckich imigrantów. Moskiewskie władze miasta zamknęły rynek w dniu 29 czerwca 2009 r. ze względu na liczne naruszenia przepisów i działań niezgodnych z prawem. W lipcu 2009 roku, władze Moskwy potwierdziły, że rynek miał być zastąpiony przez Chinatown.